# Gawriil Awdejewitsch Menschikow
Gawriil/Gawrila Awdejewitsch Menschikow (russisch Гавриил/Гаврила Авдеевич Меншиков; * 1672 im Dorf Preobraschenskoje an der Jausa (1864 nach Moskau eingemeindet); † 1742 in St. Petersburg) war ein russischer Schiffbauer.

## Leben
Menschikows Vater diente als Pferdeknecht am Zarenhof. 1676 wurde Menschikow zusammen mit den Kindern anderer Pferdeknechte in Peters I. Spielzeugregiment aufgenommen, das auf Befehl Zar Alexeis I. zur Belustigung seines Sohnes Peter I. gebildet worden war. Aus Peters I. Spielzeugregiment entstanden 1691 das Preobraschenski Leib-Garderegiment und das Semjonowski-Leibgarderegiment, so dass nun Menschikow Bombardier im Preobraschenski-Regiment war. Während des ersten der Asowfeldzüge 1695 war er Bootsmann auf einem der Schiffe und während des zweiten Bootsmann auf der von Peter I. kommandierten Galeere Principium.

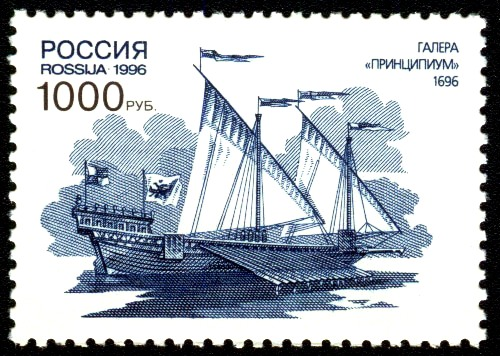
Principium

In der Großen Gesandtschaft Peters I. gehörte Menschikow zu der ersten Zehnergruppe der Volontäre und erlernte 1697 zusammen mit Peter I., Fedossei Skljajew, Lukjan Wereschtschagin. Alexander Menschikow, Iwan Golowin, Iwan Kotschet, Filipp Paltschikow und anderen das Schiffbau-Handwerk auf der Amsterdamer Werft der Niederländischen Ostindien-Kompanie anhand des Baus einer Fregatte in drei Monaten unter der Leitung des Meisters Wybe Gerens. Anfang Januar 1698 kam Menschikow mit der Volontärgruppe, die mit Peter I. zusammen auf der Werft gearbeitet hatte, mit Peter I. nach England und arbeitete auf einer Werft. Als im Juni 1698 in Moskau der Zweite Strelizenaufstand ausbrach, kehrte Peter I. vorzeitig nach Moskau zurück und schickte Menschikow mit anderen Volontären nach Venedig, um mit Genehmigung des Senats der Republik Venedig im dortigen Arsenal den venezianischen Galeerenbau zu studieren.
Nach der Rückkehr mit den anderen Volontären Peters I. arbeitete Menschikow in Woronesch am Don als Schiffbau-Untermeister beim Bau der Schiffe der englischen Meister mit. Dann assistierte er Fedossei Skljajew beim Bau des 50-Kanonen-Linienschiffs Lastka, der Yacht Liebe und zweier Schiffskamele für die Überführung der Linienschiffe über die Untiefen der Donmündung in das Asowsche Meer.
1704 kam Menschikow mit Fedossei Skljajew nach St. Petersburg. Menschikow ging dann an die Luga, um nun selbständig Schiffe für das Galeeren-Geschwader der Baltischen Flotte zu bauen. Dann baute er auf der Sjaskaja-Werft an der Mündung des Sjas in den Ladogasee mit einem niederländischen Schiffbau-Meister eine 28-Kanonen-Fregatte und nach der Vereinigung der Werft mit der Olonezer Werft in Lodeinoje Pole verschiedene Schiffe mit Fedossei Skljajew und Richard Brawn. Obwohl Menschikow immer noch Schiffbau-Untermeister war, erhielt er das einem Meister entsprechende Jahresgehalt von 180 Rubel. 1706 arbeitete er auf der St. Petersburger Admiralitätswerft und assistierte Fedossei Skljajew beim Bau einer Yacht. Dann baute Menschikow selbst eine neuartige Galeere, deren Manövrierfähigkeit von Peter I. sehr gelobt wurde. Auf Bitten Richard Brawns wurde Menschikow 1708 nach Nowaja Ladoga geschickt, um ihm beim Bau der ersten beiden 50-Kanonen-Linienschiffe (Wyborg und Riga) der Baltischen Flotte zu helfen. Gleichzeitig sollte Menschikow ein gleiches Linienschiff (Pernow) auf der Olonezer Werft bauen, so dass er regelmäßig zwischen Nowaja Ladoga und Lodeinoje Pole hin- und herpendeln musste, was im Hinblick auf die unzureichenden Verkehrsverhältnisse sehr mühselig war. Erst 1710 erreichte er von Peter I., dass zunächst die beiden Linienschiffe in Nowaja Ladoga fertiggestellt wurden und von Stapel liefen und dann das Linienschiff in Lodeinoje Pole folgte.
Da die Brawnschen Linienschiffe nicht genügend seetüchtig und manövrierfähig waren, legte Menschikow mit dem Schiffbau-Meister Fjodor Saltykow in Nowaja Ladoga die beiden 18-Kanonen-Schnauen Natalja und Diana auf Kiel. Nach dem Stapellauf der Natalja ging Peter I. selbst an Bord und lobte dann sehr die guten Eigenschaften des Schiffs. Darauf baute Menschikow auf der St. Petersburger Admiralitätswerft zwei Fregatten, über die Vizeadmiral Cornelius Cruys 1713 in einem Brief an Peter I. positiv berichtete. In diesen Jahren übernahm Menschikow wiederholt die Werftleitung in Nowaja Ladoga und Lodeinoje Pole und baute dort Galeeren und andere kleine Schiffe. Zusammen mit Fedossei Skljajew war Menschikow an dem von Peter I. auf Kiel gelegten 90-Kanonen-Linienschiff Lesnoje beteiligt. Nach dem Stapellauf der Lesnoje erhielt Menschikow den Auftrag, das untergegangene Linienschiff Narwa durch einen Neubau zu ersetzen. Erst 1721 ernannte ihn Peter I. zum Schiffbau-Meister.
Vor dem Persien-Feldzug übertrug Peter I. Menschikow die Organisation des gesamten Schiffstransports der Truppen und des Proviants. Menschikow begab sich nach Astrachan und beschaffte aus Nischni Nowgorod, Kasan und Wyschni Wolotschok die Schiffe für den Transport auf der Wolga und dem Kaspischen Meer, wobei er auch den Bau der Schiffe leitete. Menschikow begleitete dann Peter I. auf dem Feldzug.
Nach Peters I. Tod 1725 baute Menschikow erstmals nach eigenem Entwurf das 54-Kanonen-Lininschiff Nowaja Nadeschda, das nach 13 Jahren im Dienst in der Baltischen Flotte noch 10 Jahre lang als Hospitalschiff diente. Sein letztes Schiff war das 66-Kanonen-Linienschiff Ingermanland, das 1735 von Stapel lief und fast 20 Jahre lang im Dienst war.
Menschikow ging 1737 aufgrund seiner plötzlich auftretenden Altersschwäche in den Ruhestand, blieb aber 'Berater für Werft- und Schiffbau-Angelegenheiten.